# Santa Catarina (monitor)
Santa Catarina foi o sexto e último navio dos monitores encouraçados da classe Pará construído para a Armada Imperial Brasileira durante a Guerra do Paraguai no final da década de 1860. Quando concluído, o conflito já estava no fim e participou de apenas um confronto significativo contra as forças paraguaias em 1869. O navio foi designado para a Flotilha de Mato Grosso após a guerra. Santa Catarina afundou durante os reparos em 1882.

## História

### Construção
O monitor foi construído no estaleiro do Arsenal de Marinha do Rio de Janeiro seguindo os projetos de construção do engenheiro naval Napoleão João Baptista Level, maquinas de Carlos Braconnot e arranjo do armamento do Tenente Henrique Baptista. Foi a primeira embarcação da armada a receber este nome que era uma homenagem à província de Santa Catarina. Seu batimento de quilha ocorreu em 8 de dezembro de 1866 sendo lançado ao mar em 5 de maio de 1868. Um ponto notável de sua construção foi a de que o engenheiro Braconnot mesmo na falta de uma prensa hidráulica conseguiu dobrar couraças deste e de outros navios que construiu.
Os monitores da classe Pará foram projetados para atender à necessidade da Marinha do Brasil por navios blindados de pequeno calado, capazes de suportar fogo pesado. A configuração do monitor foi escolhida porque o projeto com torres não apresentava os mesmos problemas de engajamento de navios inimigos e fortificações que os blindados da bateria central já em serviço no Brasil. A torre de canhão oblonga ficava em uma plataforma circular que tinha um pivô central. Girava pela força de quatro homens por meio de um sistema de engrenagens; 2,25 minutos foram necessários para uma rotação completa de 360 graus. Um rostro de bronze também foi instalado nesses navios. O casco foi revestido com metal Muntz para reduzir a incrustação biológica.
Os navios mediam 39 metros (127 pés 11 polegadas.) de comprimento total, com uma boca de 8,54 metros (28 pés 0 polegadas). Possuíam um calado entre 1,51-1,54 metros (4 pés 11 polegadas-5 pés 1 polegada) e deslocaram 500 toneladas métricas (490 toneladas longas). Com apenas 0,3 metros (1 pé 0 polegadas) de borda livre, eles tinha de ser rebocados entre o Rio de Janeiro e sua área de operações. Sua tripulação contava com 43 oficiais e homens.

### Propulsão
Os navios da classe Pará tinham dois motores a vapor de ação direta, cada um acionando uma única hélice de 1,3 metros (4 pés 3 polegada). Seus motores eram movidos por duas caldeiras tubulares a uma pressão de trabalho de 59 psi (407 kPa; 4 kgf/cm2). Os motores produziram um total de 180 cavalos indicados (130 kW), o que dava aos monitores uma velocidade máxima de 8 nós (15 quilômetros por hora) em águas calmas. Os navios carregavam carvão suficiente para o vapor de um dia.

### Armamento
O Ceará tinha um único canhão naval Whitworth de 120 libras RML em sua torre de canhão. A arma tinha um alcance máximo de cerca de 5 540 metros (6 060 jardas). O projétil de 7 polegadas (178 milímetros) do canhão de 120 libras pesava 151 libras (68,5 kg), enquanto o próprio canhão pesava 16 660 libras (7.556,8 kg). Uma característica incomum é que a estrutura de ferro, criada no Brasil, foi projetada para girar verticalmente com o cano do canhão; isso foi feito de modo a minimizar o tamanho da portinhola do canhão através da qual estilhaços e projéteis do inimigo poderiam entrar.

### Blindagem
O casco dos navios da classe Pará era feito de três camadas de madeira que se alternavam na orientação. Tinha 457 milímetros (18 polegadas) de espessura e era coberto com uma camada de 102 milímetros (4 polegadas) de madeira de peroba. Os navios tinham um cinturão de linha d'água de ferro forjado completo, com 0,91 metros (3,0 pés) de altura. Tinha uma espessura máxima de 102 milímetros a meio do navio, diminuindo para 76 milímetros (3 polegadas) e 51 milímetros (2 polegadas) nas extremidades do navio. O convés curvo foi blindado com 12,7 milímetros (0,5 polegadas) de ferro forjado.
A torre do canhão tinha a forma retangular com cantos arredondados. Foi construído muito parecido com o casco, mas a frente da torre era protegida por 152 milímetros (6 polegadas) de blindagem, as laterais por 102 milímetros e a traseira por 76 milímetros. O teto e as partes expostas da plataforma sobre a qual repousava eram protegidos por 12,7 milímetros de blindagem. A casa do piloto blindada foi posicionada à frente da torre.

### Serviço
O monitor chegou ao Paraguai em meados de 1868, quando a guerra já estava acabando. O Santa Catarina, com os navios de sua classe Ceará e o Piauí romperam as defesas paraguaias em Guaraio em 29 de abril de 1869 e expulsaram seus defensores. Ele forneceu apoio de fogo ao exército pelo restante da guerra. Em 17 de maio, protegeu o desembarque das forças do General Câmara, na vila de Rosário. Após a guerra, foi designado para a Flotilha de Mato Grosso. Enquanto ancorado para reparos em 1882, o Santa Catarina afundou devido às más condições de seu casco.